# Clarendon County
Clarendon County är ett administrativt område i delstaten South Carolina. År 2010 hade countyt 34 971 invånare. Den administrativa huvudorten (county seat) är Manning.  

## Geografi
Enligt United States Census Bureau så har countyt en total area på 1 803 km². 1 572 km² av den arean är land och 228 km² är vatten. 

### Angränsande countyn
- Sumter County, South Carolina - nord
- Florence County, South Carolina - nordöst
- Williamsburg County, South Carolina - öst
- Berkeley County, South Carolina - sydöst
- Orangeburg County, South Carolina - sydväst
- Calhoun County, South Carolina - väst